# 长尾刺豚鼠属
长尾刺豚鼠属（学名：Myoprocta）是啮齿目刺豚鼠科中的一属，分布于南美洲，本属包含2种：
- 小长尾刺豚鼠（Myoprocta acouchy 或 Myoprocta exilis）
- 长尾刺豚鼠（Myoprocta pratti 或 Myoprocta acouchy）